# Harold Moukoudi
Harold Moukoudi (Bondy, Francia, 27 de noviembre de 1997) es un futbolista camerunés que juega de defensa en el AEK Atenas F. C. de la Superliga de Grecia. Es internacional con la selección de fútbol de Camerún.

## Selección nacional
Fue internacional sub-16, sub-17, sub-18 y sub-20 con la selección de fútbol de Francia, pero para la absoluta se decidió por la selección de fútbol de Camerún.
Con Camerún debutó el 12 de octubre de 2019, en un amistoso frente a la selección de fútbol de Túnez.

## Clubes
| Club                         | País       | Año       |
| ---------------------------- | ---------- | --------- |
| Le Havre A. C.               | Francia    | 2016-2019 |
| A. S. Saint-Étienne          | Francia    | 2019-2022 |
| Middlesbrough F. C. (cedido) | Inglaterra | 2020      |
| AEK Atenas F. C.             | Grecia     | 2022-     |

## Palmarés

### Campeonatos nacionales
| Título              | Club             | País   | Año  |
| ------------------- | ---------------- | ------ | ---- |
| Superliga de Grecia | AEK Atenas F. C. | Grecia | 2023 |
| Copa de Grecia      | AEK Atenas F. C. | Grecia | 2023 |